# مبادرة السلام الإسرائيلية

مبادرة السلام الإسرائيلية هي خطة توفيقية قدمها اليسار السياسي داخل إسرائيل استجابة لمبادرة السلام العربية الصادرة عن جامعة الدول العربية عام 2002 والأخرى عام 2007، وتم إصدارها في 6 أبريل 2011. تتوافق المبادرة مع الفلسطينيين في محاولة لإحلال السلام في إسرائيل. أحد الاختلافات الرئيسية عن خطط السلام الأخرى هو أن مبادرة السلام الإسرائيلية تقترح الانسحاب الكامل للقوات الإسرائيلية من قطاع غزة والضفة الغربية، كما تدعو إلى أن يكون الحرم القدسي أرضًا محايدةً بين فلسطين وإسرائيل، والاحتفاظ بالحي اليهودي في المدينة القديمة داخل إسرائيل. بالإضافة إلى ذلك، تتناول خطة السلام علاقات إسرائيل مع جيرانها العرب، بما في ذلك تسوية النزاع حول مرتفعات الجولان، وهي الأراضي التي استولت عليها إسرائيل من سوريا في حرب 1967.

## المصادقة
تم التوقيع عليه من قبل 40 شخصا. ومن بين الموقعين الرئيسان السابقان للشاباك يعقوب بيري وعامي أيالون ورئيس الموساد السابق داني ياتوم ورئيس أركان الجيش الإسرائيلي السابق أمنون ليبكين شاحاك والجنرال (المقيم) عمرام متسناع والوزير السابق موشيه شاحال ويوفال رابين، نجل رئيس الوزراء الراحل إسحق رابين، ويعتبر جميع الـ 40 منتمين إلى اليسار السياسي.

## اختلافات ملحوظة عن الخطط الأخرى
- يشير النص إلى كلا اللاجئين الفلسطينيين واليهود، على الرغم من أنه يناقش فقط حلول اليهود. لطالما كانت قضية اللاجئين اليهود من الدول العربية والإسلامية قضية كبيرة في إسرائيل منذ عقود، ومع ذلك، لم يتم تناولها رسميًا في أي مفاوضات.[بحاجة لمصدر]

- تتحدث عن "انسحاب إسرائيلي" لكنه لا يقول "كامل" أو "كامل"، بنفس الطريقة التي يشير بها قرار مجلس الأمن رقم 242 إلى "انسحاب" من مناطق "لكن ليس" من جميع المناطق أو جميعها ".[بحاجة لمصدر] هذا مهم لأنه يدرك حقيقة أنه سيكون هناك بعض التعديلات على الحدود. في هذا الصدد، فإن المبادرة أكثر تحديداً قليلاً، حيث تشير إلى أن مقايضة الأراضي يجب أن تكون بنسبة 1: 1 ولا يمكن أن تتجاوز 7٪ من الضفة الغربية.
- مطلوب الاعتراف بإسرائيل كدولة يهودية وفلسطين كدولة فلسطينية. في السنوات الأخيرة، كانت الحكومة الإسرائيلية تضغط على السلطة الفلسطينية للاعتراف بإسرائيل كدولة يهودية، فتجعل المبادرة هذا مطلبًا ولكنه يجبر إسرائيل على أن تفعل الشيء نفسه.
- يتم ضمان الأقلية العربية «الحقوق المدنية على قدم المساواة» في إسرائيل.
- سيتم تقسيم القدس على طول الخطوط اليهودية العربية، مع احتفاظ إسرائيل بالحي اليهودي في البلدة القديمة وليس الحرم القدسي (جبل الهيكل) . جبل الهيكل يجب ألا يكون تحت أي سيادة محددة أو تحت سيادة الله. تم طرح هذه الفكرة في أوسلو وكامب ديفيد، إلا أنها لا تعالج حقيقة أنها تخضع الآن للسيادة الإسرائيلية ولكن للسلطة الدينية الأردنية.
- يجب أن تكون الأماكن المقدسة الإسلامية تحت «الوقف الإسلامي»، لكنها لا تحددها، وهي حاليًا تحت الوقف الأردني.
- لا يمكن تحقيق حق العودة إلا في دولة فلسطينية وفي المناطق التي ستنتقل إليها بواسطة إسرائيل، ولن يُسمح بدخول سوى عدد رمزي من اللاجئين إلى إسرائيل.
- يجب مراجعة «جميع العناصر في المنطقة» من أجل حل مشكلة اللاجئين. استخدم المؤلفون كلمة "הגורמים" الذي يمكن أن تعني كل من «العناصر» (في إشارة محتملة إلى حماس) أو «الهيئات المسؤولة/ السلطات» (في إشارة محتملة إلى السلطة الفلسطينية لأنها ليست دولة بعد).
- تناقش وضع كل من سوريا ولبنان.

## مبادرة السلام

### دولة إسرائيل
- تعلن أن هدفها الاستراتيجي هو الحصول على حل وسط تاريخي يؤدي إلى ترتيبات إقليمية رسمية من شأنها وضع حد لجميع المطالبات والصراعات وتحقيق السلام والأمن والنمو الاقتصادي في الشرق الأوسط، وتطبيع العلاقات بين إسرائيل والعرب كافة بشكل كامل الدول الإسلامية.
- الاعتراف بمعاناة اللاجئين الفلسطينيين منذ عام 1948 ومعاناة اللاجئين اليهود من الدول العربية، وإدراك الحاجة إلى حل مشكلة اللاجئين الفلسطينيين بالاتفاق المتبادل والحلول الواقعية.
- الاعتقاد أن التعاون بين جميع الأطراف أمر حيوي لضمان تمتع الشرق الأوسط بالازدهار الاقتصادي والجودة البيئية العالية ومستقبل الرخاء والرفاهية لجميع الشعوب.
- تقدير مبادرة السلام العربية في مارس 2002 كخطوة تاريخية من قبل الدول العربية لتحقيق انفراجة وإحراز تقدم على المستوى الإقليمي، وتقدم هذا كإعلان شريك لأن «الحل العسكري للصراع لن يحقق السلام ولا يضمن الأمن لجميع الأطراف.»

لذلك، تقبل إسرائيل مبادرة السلام العربية كإطار لمفاوضات السلام الإقليمية، وتقدم مبادرة السلام الإسرائيلية كرد فعل، تحدد رؤية إسرائيل لترتيبات الوضع النهائي، والتي سيتم تحقيقها من خلال المفاوضات مع ممثلي الدول العربية والفلسطينيين وإسرائيل مبنية على المبادئ التالية:

### إنهاء جميع الصراعات
إن المبدأ التأسيسي للتسوية الدائمة في المنطقة هو الانسحاب الإسرائيلي والترتيبات الأمنية والعلاقات الطبيعية ووضع حد لجميع النزاعات، مع مراعاة الاعتبارات الأمنية لجميع الأطراف، بما في ذلك تحديات الموارد المائية والحقائق الديمغرافية على الأرض والاحتياجات الخاصة للديانات الثلاث الكبرى. بالإضافة إلى ذلك، سيتم حل النزاع الإسرائيلي الفلسطيني على أساس دولتين لشعبين: دولة فلسطين كدولة قومية للشعب الفلسطيني ودولة إسرائيل كدولة قومية لليهود (ضمنها هناك أقلية عربية تتمتع بحقوق مدنية متساوية كاملة على النحو المبين في إعلان استقلال إسرائيل). بناءً على هذه المبادئ، تقدم إسرائيل الرؤية التالية:

### معايير الوضع النهائي لتسوية القضية الإسرائيلية الفلسطينية
1. الدولة الفلسطينية - سيتم إنشاء دولة فلسطينية ذات سيادة وقابلة للحياة ومستقلة في الضفة الغربية وقطاع غزة تنسحب منها إسرائيل. سيتم تجريد الدولة الفلسطينية من السلاح مع الحقوق والمسؤوليات الكاملة لقوات الأمن الداخلي. سوف يلعب المجتمع الدولي دورًا نشطًا في ضمان أمن الحدود ومكافحة التهديدات الإرهابية.
2. الحدود - ستستند حدود فلسطين إلى حدود 4 يونيو 1967 مع تعديلات متفق عليها تستند إلى المبادئ التالية: خلق التواصل الجغرافي بين أجزاء الدولة الفلسطينية؛ مقايضة الأراضي بنسبة 1: 1 (والتي لن تتجاوز أكثر من 7 ٪ من الضفة الغربية) مع منطقة (يتم تحديدها حسب الاحتياجات المحددة) لإنشاء ممر آمن بين الضفة الغربية وقطاع غزة والذي سوف أن تكون تحت السيطرة الفلسطينية الفعلية.
3. القدس - ستشمل منطقة القدس عاصمتي الدولتين، وسيتم رسم الخط على النحو التالي: ستكون الأحياء اليهودية تحت السيادة الإسرائيلية؛ ستكون الأحياء العربية تحت السيادة الفلسطينية؛ سيتم وضع ترتيبات خاصة للبلدة القديمة والتي ستضمن، ضمن جملة أمور، أن يكون حائط البراق والحي اليهودي تحت السيادة الإسرائيلية؛ سيظل الحرم القدسي (جبل الهيكل) بدون أي سيادة (أو «تحت سيادة الله»)، وسيتم تقديم ترتيبات خاصة إضافية فيما يتعلق بالأماكن المقدسة الإسلامية التي ستديرها الأوقاف الإسلامية، وستدير إسرائيل الأماكن المقدسة أو المصالح اليهودية، وسيتم إنشاء لجنة مراقبة إسرائيلية دولية لتحقيق هذه الترتيبات.
4. اللاجئون - سيتم تحقيق حل مشكلة اللاجئين بالاتفاق المتبادل بين جميع العناصر في المنطقة على أساس المبادئ التالية: سيتم تقديم حزمة تعويض مالي من قبل المجتمع الدولي وإسرائيل للاجئين في البلدان التي يقيمون فيها؛ لا يمكن للاجئين الذين يختارون العودة إلى ديارهم (كما هو محدد في قرار الأمم المتحدة 194) إلا إلى أراضي الدولة الفلسطينية، باستثناء عدد رمزي يتم الاتفاق عليه.

### معايير الوضع النهائي لتسوية القضية الإسرائيلية السورية
1. الحدود - ستنسحب إسرائيل من مرتفعات الجولان وتعود إلى الحدود بناءً على ذلك اعتبارًا من 4 يونيو 1967 مع تعديلات يتم الاتفاق عليها، على نطاق محدود ونسبة التبادل الإقليمي البالغة 1: 1، والتي ستعكس الحدود الدولية 1923. سيتم تنفيذ الاتفاق المتبادل في عدد من المراحل، على غرار النموذج المطبق في شبه جزيرة سيناء، ولمدة زمنية لا تتجاوز خمس سنوات.
2. الترتيبات الأمنية - سيتفق الجانبان على مجموعة من الترتيبات الأمنية، والتي ستحدد (بالموافقة المتبادلة) مقدار الأرض التي سيتم تجريدها من السلاح على كل جانب من الحدود وترتيبات نشر قوات حفظ السلام الدولية.

### معايير الوضع النهائي لتسوية القضية الإسرائيلية اللبنانية
1. الحدود - ستقيم إسرائيل ولبنان تسوية دائمة على أساس القرار 1701، وبموجب هذا الإطار أكملت إسرائيل بالفعل انسحابها إلى الحدود الدولية.
2. السيادة اللبنانية - بالإضافة إلى التنفيذ الكامل للقرار 1701، سيؤكد لبنان سيادته بالكامل على أراضيها من خلال الجيش اللبناني.

### حالة السلام

جرافيتي سلمي: "أطفال السلام" على الجدار الإسرائيلي في الضفة الغربية يصور شخصيتا حنظلة الفلسطيني وسروليك الإسرائيلي وهما يعانقان بعضهما البعض.

كل اتفاقية من اتفاقيات الوضع النهائي التي سيتم توقيعها بين إسرائيل وكل من الفلسطينيين وسوريا ولبنان، ستنفذ الأطراف تعليمات ميثاق الأمم المتحدة ومبادئ القانون الدولي التي تحكم العلاقات بين الدول في وقت السلم؛ وسوف يحلون جميع النزاعات بالوسائل السلمية؛ سوف يطورون علاقات حسن الجوار بين الهيئات التنسيقية من أجل ضمان الأمن المستدام؛ وسوف يمتنعون عن التهديد أو استخدام القوة ضد بعضهم البعض، والامتناع عن الانضمام إلى ائتلاف أو منظمة أو تحالف من أي نوع له طبيعة عسكرية أو أمنية، بما في ذلك أي طرف ثالث تشمل أهدافه أو أنشطته عدوانًا أو أعمالًأ عدائية عسكرية أخرى ضد الجانب الآخر.

### خلق الأمن الإقليمي
1. ستنشئ الأطراف آليات أمنية إقليمية للتعامل مع الأخطار والتهديدات المشتركة من الدول والمنظمات الإرهابية وعصابات القراصنة ومنظمات حرب العصابات، من أجل ضمان السلام والأمن لجميع دول المنطقة.
2. سيقوم الطرفان بوضع أطر إقليمية للتعاون لمكافحة الجريمة والتعامل مع الأخطار البيئية.

### التعاون الاقتصادي المفتوح في جميع أنحاء المنطقة
من خلال مساعدة مالية مكثفة من المجتمع الدولي، ستنفذ الأطراف مشاريع تعاونية واسعة لضمان الاستقرار والحيوية والازدهار في المنطقة، وتحقيق الاستفادة القصوى من موارد الطاقة والمياه لصالح جميع الأطراف. ستساهم هذه المشروعات في تحسين البنية التحتية للنقل والزراعة والصناعة والسياحة الإقليمية، مما سيساعد على التعامل مع ارتفاع معدلات البطالة في المنطقة. في المستقبل، ستعمل الأطراف على إنشاء «كتلة اقتصادية شرق أوسطية» (والتي ستدعو جميع دول المنطقة للانضمام)، بهدف تحقيق مكانة خاصة للكتلة مع الاتحاد الأوروبي والولايات المتحدة والولايات المتحدة المجتمع الدولي بأكمله.

### العلاقات الدبلوماسية الطبيعية والراوبط في جميع أنحاء المنطقة
تحتاج إسرائيل والأراضي العربية والدول الإسلامية إلى تعزيز الخطوات التدريجية نحو إقامة علاقات طبيعية بينها، بروح مبادرة السلام العربية - الخطوات التي ستبدأ بإطلاق مفاوضات السلام، مع تعميق وتوسيع وتحديث إلى مستوى العلاقات الطبيعية الكاملة (بما في ذلك العلاقات الدبلوماسية والحدود المفتوحة والعلاقات الاقتصادية) مع توقيع اتفاقيات الوضع الدائم بالتوازي مع تنفيذها.